# La Mafia (groupe)
Pour les articles homonymes, voir La Mafia.
La Mafia est un groupe américain de tex-mex, originaire de Houston, au Texas.

## Histoire
La Mafia est formé en 1980 à Houston, au Texas, lorsque le chanteur Oscar de La Rosa et le producteur Armando Lichtenberger Jr. créent un style original qui survivra aux changements dans l'industrie musicale. Le groupe se compose de Rudy Martinez à la basse, David Delagarza aux claviers et aux chœurs, Alan López à la batterie, Viktor Pacheco à la guitare et Robbie Longoria aux percussions et aux congas. En 2007, le groupe remporte 2 Grammys et 2 Latin Grammys, et est nommé en 2009 pour un Latin Grammy pour l'album Eternamente romanticos. En 2020, le groupe remporte un Latin Grammy Award pour son album Live in Mexico de 2019.
La Mafia, cherchant à élargir ses horizons musicaux, commence à faire de nombreuses tournées au Mexique et en Amérique latine à partir de la fin des années 1980. La pratique d'artistes mexicains-américains se produisant à grande échelle au Mexique était inédite avant La Mafia. 

## Discographie

### Albums studio
- 1980 : La Mafia de Oscar y Leonardo Gonzales
- 1981 : Only In Texas
- 1982 : The Magnificent 7
- 1982 : Honey (cariño)
- 1983 : Electrifying
- 1983 : Mafia Mania
- 1984 : Hot Stuff
- 1985 : Neon Static
- 1985 : Herencia norteña
- 1986 : La Mafia 1986
- 1987 : A todo color
- 1988 : Ámame
- 1989 : Xplosiv
- 1990 : Enter the Future
- 1990 : Con tanto amor
- 1991 : Non-Stop
- 1991 : Estas tocando fuego
- 1992 : Ahora y Siempre
- 1994 : Vida
- 1996 : Un Millón de rosas
- 1997 : En tus manos
- 1998 : Euforia
- 1999 : Momentos
- 2000 : Contigo
- 2001 : Inconfundible
- 2004 : Nube pasajera
- 2004 : Para el pueblo
- 2008 : Eternamente románticos
- 2014 : Amor y sexo
- 2018 : Vozes

### Compilations et autres
- 1981 : La Mafia
- 1984 : 15 Hits
- 1987 : La Mafia Live
- 1991 : Party Time
- 1991 : 1991
- 1992 : Dancin' with La Mafia
- 1993 : Nuestras mejores canciones - 17
- 1995 : Puro tejano
- 1995 : Éxitos en vivo
- 1998 : Hits de colección Vol. 1
- 2001 : Para enamorados
- 2002 : Tejano All Stars
- 2003 : Los Hits
- 2003 : 30 éxitos insuperables
- 2006 : Nuevamente
- 2006 : La historia de La Mafia: Los éxitos
- 2008 : Leyendas
- 2011 : La Mafia: Live in the 80s
- 2019 : La Mafia: Live in Mexico

## Distinctions
La Mafia compte des Grammy Awards pour ses albums Un millón de rosas et En tus manos, et des Latin Grammy Awards pour ses albums Para el pueblo et Nuevamente. Elle reçoit également huit Premios Lo Nuestro et 12 Tejano Music Awards.